# Sophia Mendonça
Sophia Silva de Mendonça (Belo Horizonte, 6 de fevereiro de 1997), é uma jornalista, escritora e youtuber brasileira, notável por ser "a voz do autismo feminino no Brasil". É autora do romance juvenil Danielle, asperger (2016) e do livro-reportagem Neurodivergentes (2019), além de ser apresentadora do canal Mundo Autista (2015-presente) no YouTube.

## Carreira

#### Anos 2010
Estreou como criadora de conteúdo em 2009, publicando críticas de cinema no site Cineplayers!.  Segundo o professor da Universidade Federal de Minas Gerais (UFMG), Nísio Teixeira, as resenhas caracterizavam-se por uma linguagem direta e recursos como ironia e jogos de palavras. O pesquisador considerou que os textos de Sophia Mendonça convidavam a novas perspectivas em uma história de crítica cinematográfica belo-horizontina marcada por figuras masculinas.
Durante seus anos de graduação em Comunicação, escreveu em um blog chamado Tudo Bem Ser Diferente e foi apresentadora do programa semanal de rádio Mundo Asperger do Centro Universitário de Belo Horizonte (UniBH), instituição da qual se graduou como jornalista. Também no primeiro ano, durante seis meses, ela escreveu seu primeiro livro intitulado Outro Olhar – Reflexões de um Autista, lançado em 2015. Elemara Duarte, do jornal Hoje em Dia, registrou que a autora se coloca como uma repórter que consegue informações sobre si, definindo a obra como sincera e envolvente.
No ano seguinte, estreou na ficção com o romance Danielle, asperger. Em sua crítica do livro, o jornalista Paulo Fortunato observou que a obra oferece um vislumbre do cotidiano de uma adolescente autista, mas também pode ser interpretada como uma narrativa sobre sonhos, identidade e a busca por um lugar no mundo. Em 2019, lançou o livro-reportagem Neurodivergentes. A obra argumenta que o autismo não é uma doença, mas sim uma "variação da conectividade cerebral". O livro está estruturado em três capítulos: "Inteligência e Neurodiversidade", "Autismo No Feminino" e "Meios de Comunicação".
Mantém ao lado de sua mãe, a jornalista Selma Sueli Silva, desde 2015, o canal do YouTube Mundo Autista, que se desmembrou para outros formatos de mídia, como textos e episódios de podcast. Se tornou, mais tarde, newsgroup com o mesmo nome em parceria com o portal de notícias UAI.

#### Anos 2020
Sophia também é autora de biografias, tendo escrito o livro "Ikeda, um Século de Humanismo" (2020), que narra a trajetória do filósofo japonês Daisaku Ikeda. Mendonça criou a série de reportagens Courtney Love e o Autismo (2024), que narra a vida da cantora e atriz Courtney Love sob o ponto de vista do autismo.
Sophia fez mestrado em Comunicação, Territorialidades e Vulnerabilidades pela Universidade Federal de Minas Gerais (UFMG). Seus trabalhos giram em torno do autismo e da neurodiversidade, acessibilidade afetiva e amorosa, questões de gênero, etnografia virtual, comunicação por meio de mídias digitais e narrativas de vida. Concluiu o mestrado em comunicação em março de 2022, com tese intitulada "A interseccionalidade entre autismo e transgeneridade: diálogos afetivos no Twitter". A tese deu origem ao livro Metamorfoses (2023) que foi definido como "um compilado importante sobre autismo, transgeneridade e afetos". Sobre Metamorfoses, o professor da Universidade Federal de Minas Gerais, Juarez Guimarães Dias, escreveu que a obra proporciona o pensamento "de outras formas de se fazer pesquisa acadêmica".
Em 2023, apareceu na série documental Gêmeas Trans: Uma Nova Vida, distribuída pela HBO. No mesmo ano, iniciou doutorado em Letras pela Universidade Federal de Pelotas (UFPel).  Em 2025, ela e a mãe também lançaram uma newsletter no Substack, intitulada Filmes Para Sempre, um guia de filmes e séries, marcando seu retorno ao território da crítica cultural  

## Prêmios
Em 2016, Sophia recebeu o Grande Colar do Mérito Legislativo do governo de Belo Horizonte. Em 2019, Mendonça recebeu o prémio Boas Práticas do Erasmus+, programa da União Europeia para as áreas da Educação, Formação, Juventude e Desporto para o período 2014 a 2020, com o objetivo de apoiar a implementação da Agenda Política Europeia para a justiça social, a inclusão, o crescimento e o emprego.
Em 2023, o canal Mundo Autista, apresentando por Sophia Mendonça e Selma Sueli Silva, venceu o Prêmio Microinfluenciadores Digitais, na categoria pessoas com deficiência, durante a quinta edição da premiação.

## Vida pessoal
Sophia descobriu ser autista aos 13 anos, dois anos depois de ser diagnosticada. Também recebeu um diagnóstico de transtorno do déficit de atenção e hiperatividade (TDAH).
Em 2021, em entrevista ao jornal universitário da Pontifícia Universidade Católica de Minas Gerais (PUC-MG), Sophia Mendonça disse que esse diagnóstico foi libertador, mas que o maior "fantasma" que a acompanhou na vida não foi o autismo, mas sim a disforia de gênero, por isso ela começou a sentir-se mais feliz após a transição de gênero em 2020, uma vez que vê a expressão de gênero como uma forma de comunicar-se principalmente consigo mesma. Ela passou por uma cirurgia de redesignação de sexo em junho de 2022. Desde 2015, ela é membro da Soka Gakkai International, uma organização budista afiliada às Nações Unidas.

## Filmografia
| Ano           | Título                      | Função       | Notas       | Ref.   |
| ------------- | --------------------------- | ------------ | ----------- | ------ |
| 2015-presente | O Mundo Autista             | YouTuber     |             | [ 2 ]  |
| 2020          | Brasil das Gerais           | Painelista   |             | [ 28 ] |
| 2023          | Gêmeas Trans: Uma Nova Vida | Participante | 2 episódios | [ 19 ] |

## Livros

### Ficção
- Mendonça, Sophia (29 de setembro de 2016). Danielle, asperger. [S.l.]: Manduruvá Edição Especiais. 72 páginas. ASIN B01N4P5GF5. ISBN 9788591993413

- Mendonça, Sophia (24 de agosto de 2019). Entre Fadas e Bruxos. [S.l.]: RM Books. 14 páginas. ASIN B09QPQ3WMP. ISBN 9788590681472

- Mendonça, Sophia; Silva, Selma Sueli (31 de agosto de 2023). Nem Tudo é o que Parece. [S.l.]: Independente. 31 páginas. ASIN B0CG3YTG7B

- Mendonça, Sophia (24 de setembro de 2024). Você não é mais aquele Garoto. [S.l.]: Independente. 27 páginas. ASIN B0DHVY6GMS

- Mendonça, Sophia (5 de outubro de 2025). A Morte da Inocência: um romance trans e neurodivergente sobre o primeiro amor. [S.l.]: Independente. 53 páginas. ASIN B0DJKG1MWG

- Mendonça, Sophia (25 de abril de 2025). A Influenciadora e o Crítico. [S.l.]: Independente. 61 páginas. ASIN B0F6NNBN94. ISBN 9786501417509

### Não-Ficção
- Mendonça, Sophia (19 de novembro de 2015). Outro Olhar: Reflexões de um Autista. [S.l.]: Manduruvá Edição Especiais. 68 páginas. ASIN B01AU1IHNU. ISBN 9788591993406
- Mendonça, Sophia (22 de março de 2019). Neurodivergentes: Autismo na Contemporaneidade. [S.l.]: Manduruvá Edição Especiais. 100 páginas. ASIN B08H5W6D2S. ISBN 9788590681434
- Mendonça, Sophia (6 de fevereiro de 2020). Ikeda: Um Século de Humanismo. [S.l.]: RM Books. 120 páginas. ASIN B09QQ12X38. ISBN 9786590182739
- Mendonça, Sophia; Romano, Raquel (4 de dezembro de 2020). Expressão Criadora. [S.l.]: Mundo Asperger. 50 páginas. ISBN 9786599271601
- Mendonça, Sophia; Silva, Selma Sueli (8 de março de 2022). Autismo no Feminino: A voz da mulher autista. [S.l.]: Asperger's World. 322 páginas. ASIN B09QV4VT8Q. ISBN 9786599271618
- Mendonça, Sophia; Silva, Selma Sueli (23 de março de 2023). Diversos diálogos: Autismo(s), meios e mediações. [S.l.]: Universidade Federal de Minas Gerais. 90 páginas. ISBN 9786586963489
- Mendonça, Sophia (10 de maio de 2023). Metamorfoses - Autismo e diversidade de gênero. [S.l.]: Páginas Editora. 158 páginas. ISBN 9786550792404
- Mendonça, Sophia (25 de abril de 2025). Um Novo Olhar para o Outro Olhar: reflexões para além do autismo. [S.l.]: Mundo Autista. 139 páginas. ASIN B0F6KQSDQ4

### Miscelânea
- Mendonça, Sophia; Silva, Selma Sueli (17 de setembro de 2018). Dez Anos Depois: Crônicas, Poemas, Artigos e Contos. [S.l.]: Manduruvá Edição Especiais. 97 páginas. ASIN B08H5T2LRX. ISBN 9788591993475